# الدوري الفنزويلي الممتاز 1998–99
الدوري الفنزويلي الممتاز 1998–99 (بالإسبانية: Primera División Venezolana 1998-99) هو الموسم 79 من الدوري الفنزويلي الممتاز. كان عدد الأندية المشاركة فيه 12، وفاز فيه ديبورتيفو ميراندا.